# Ramon Pedrós Martí
Ramon Pedrós Martí (Lleida, 17 d'agost de 1947 - Cambrils, 28 de setembre de 2021) va ser un periodista, editor, poeta, assagista i professor universitari català.

## Biografia
Llicenciat en Filosofia i Lletres per la Universitat Pontifícia de Comillas de Madirid, va cursar després periodisme a l'Escola Oficial de Periodisme i va ampliar la seva formació a l'Institut d'Estudis Europeus de la Universitat Lliure de Brussel·les i a la Universitat de Bolonya. Es va incorporar com a redactor al diari espanyol ABC el 1971, compaginant el seu treball periodístic amb el de professor de la Facultat de Ciències de la Informació de la Universitat Complutense de Madrid (1970-1975). El setembre de 1976 va passar a ser el primer corresponsal del diari ABC a Moscou, treballant també com a delegat de Televisió Espanyola (TVE) a la mateixa ciutat. El 1980 va ser enviat com a corresponsal i delegat de TVE a Washington i tres anys més tard, el 1983, a Brussel·les.
El 1986 fou nomenat director de l'Agència EFE a Catalunya, càrrec que ocuparia fins al 1988, quan va ser nomenat director del gabinet de premsa del President de la Generalitat de Catalunya, Jordi Pujol, càrrec en el qual va romandre deu anys durant les majories absolutes de l'expresident. En abandonar-ho, va ocupar la sotsdirecció del Grup Recoletos, dos anys més tard, va dirigir el primer diari gratuït que es va publicar a Espanya, Metro News, el Diari de Tarragona del 2006 al 2008, any en què va ser nomenat conseller editorial La Manyana, del qual també en va assumir la direcció (2011-2013).

## Publicacions
Com a escriptor, la seva obra més extensa i reconeguda és la poètica amb Dos hachas contra la muerte (1970), El río herido (1972), Los cuatro nocturnos y Una lenta iluminación cerca de Cherbourg, amb el qual va guanyar el Premi Leopoldo María Panero de poesia, i Los poemas de Tamara (1982).
Dels seus assajos, destaca la trilogia dedicada al mateix temps que va ser cap de gabinet en la Generalitat catalana amb La volta al món amb Jordi Pujol (2002), Jordi Pujol a les espanyes (2003) i Jordi Pujol, cara y cruz de una leyenda, compendi dels anteriors (2004).